# 허연철
허연철(1980년 8월 7일 ~)은 삼성 라이온즈의 전 야구 선수다. 통산 10경기 3타수 무안타 1볼넷을 기록했다. 현재 경일대학교 코치를 맡고 있다.

## 출신 학교
- 마산고등학교
- 동아대학교

## 등번호
- 68 (2003~2004)
- 56 (2005)
- 12 (2006)

## 같이 보기
- 2005년 삼성 라이온즈 시즌